# Jusuf Abdusalomow
Jusuf Abdusalomow (ros. Юсуф Абдусаломов, ur. 8 listopada 1977 w Machaczkale) – dagestański zapaśnik w stylu wolnym występujący w barwach Tadżykistanu. Trzykrotny olimpijczyk. Srebrny medal na Igrzyskach w Pekinie 2008, dwunasty w Londynie 2012 w kategorii 84 kg. Dziewiąte miejsce w Atenach 2004 w wadze do 74 kg.
Czterokrotny uczestnik Mistrzostw Świata, srebro w 2007 roku. Zdobył srebrny medal na Igrzyskach Azjatyckich w 2002 roku. Złoty medal Mistrzostw Azji w 2003 i brąz w 2008.